# Micronecta scholtzi
Micronecta scholtzi là một loại bọ nước hay rệp nước thuộc họ Corixidae sống ở môi trường nước ngọt và sinh trưởng phổ biến khắp châu Âu, loài côn trùng này có kích cỡ khoảng 2cm và bơi ngửa bằng hai chiếc chân dài có tác dụng như mái chèo, chúng tạo ra âm thanh bằng cách cọ xát dương vật của mình đối vào vùng bụng. Đặc biệt, loài vật này có thể tạo ra một tiếng ồn đến 99,2 decibel, tương đương với âm lượng khi ngồi ở hàng ghế đầu tiên trong nhà hát để nghe một dàn nhạc đang chơi trên sân khấu hiện tại loài này đang giữ kỷ lục động vật gây tiếng ồn lớn nhất trên Trái đất so với kích thước cơ thể của chúng.